# 紅鸞星
紅鸞星為紫微斗數之中的桃花星之一，司掌婚緣及喜慶之事，在民間中，流傳著見此星便能遇其真命的說法。在現今社會上也用紅鸞星動這個成語來代表推算婚姻的卦象，亦意指即將結婚。
紅鸞星屬癸水(陰水)與其相對之星為天喜星，天喜屬壬水(陽水)，此二星永遠相對，皆互相影響著，在司掌之事上亦是相互影響著。
受紅鸞星坐命的人，跟他相處便是輕鬆愉快，生活瑣事更是令人愛不釋手，當你需要有個人能陪伴或幫助時，這類人便會義不容辭給予協助，是最好的選擇。

## 面相
眼尾到髮際的位置，稱為「夫妻宮」、「奸門」或鼻梁兩旁的「夫座」與「妻座」，這兩個部位氣色紅潤，就代表「紅鸞星動」，亦代表此人身體很健康，婚姻生活多半也會非常美滿。
此外，「印堂」（兩眉中間）是「命宮」所在，這個部位如果飽滿且氣色透亮，表示此人將有喜事。若是要步入禮堂的人，上述部位的氣色都欠佳，意味著此人的內分泌失調，需要好好調養，否則將影響其婚姻生活。

## 民間傳說
據《封神演義》，相傳龍吉公主是紅鸞星的化身，座騎為青鸞，生於商朝，為昊天上帝與瑤池金母之女，因禮教有所缺失而被貶下凡，曾助姜子牙伐紂，擄獲商營大將洪錦，幸虧月下老人前來告知，其二人今生今世有俗世姻緣，而結為連理，後二人一同效力於周營，屢戰屢勝，創下蓋世奇功，而後周武王亦是成功攻滅商朝，建立周朝。

## 加會星曜
紅鸞所加會的星曜不同，影響亦是不同。
- 加會左輔 、右弼 ，有親和力，有人緣。
- 加會文昌 、文曲 ，風度佳，有情趣。
- 加會天魁、天鉞，感情機運多。
- 加會祿、權，科，得財，人緣佳。
- 加會擎羊、陀羅 ，不定性，感情多波折。
- 加會火星、鈴星、擎羊、陀羅、地空、地劫，感情多波折。

## 桃花四星
在紫微斗數中，有四顆桃花星，其影響分為2類，正桃花與邪桃花。
紅鸞星： 正桃花， 戀愛結婚星。

天喜星： 正桃花， 懷孕生子星。

咸池星： 邪桃花， 性邪淫。桃花煞。

天姚星： 邪桃花， 重婚星。

## 入十二宮
紅鸞星坐守的宮位不同，影響也會不同，有“命、兄弟、夫妻、子女、財帛、疾厄、遷移、僕役、官祿、田宅、福德、父母”等十二宮，其中所帶來影響吉凶不同，福兮禍兮。

### 命宮
異性緣非常好，桃花滿滿。

### 兄弟宮
兄弟和睦，感情很好。

### 夫妻宮
會善待、包容另一半。

### 子女宮
會對子女非常疼愛。

### 財帛宮
易中小獎、得偏財。

### 疾厄宮
會有血液之疾、婦科之恙。

### 遷移宮
易獲幫助、貴人相助。

### 僕役宮
工作上多為異姓相助，需善加利用。

### 官祿宮
易獲上司賞識、同事協助及客戶的喜愛。

### 田宅宮
家族多有良性互動，向心力強

### 福德宮
以己為主，多不願退讓人。

### 父母宮
會受父母疼愛，形似子女宮。

## 延伸閱讀
- 左輔
- 文昌
- 文曲
- 青鸞
- 商朝
- 周朝
- 姜子牙
- 周武王
- 瑤池金母
- 天喜星
- 咸池星
- 天姚星
- 昊天上帝
- 月下老人
- 封神演義
- 紫微斗數

## 外部連結
- 周武王伐紂的故事 （页面存档备份，存于）
- 紫微斗數的桃花星--紅鸞 （页面存档备份，存于）